# Елизабет Тейлър
 Тази статия е за известната англо-американска актриса.  За порнографската актриса вижте Лиз Тейлър (порнографска актриса).  
Елизабет Роузмънд Тейлър, с титла дейм на Ордена на Британската империя (на английски: Elizabeth Rosemond Taylor) е англо-американска актриса. Удостоена е с Орден на Британската империя. От 1957 до 2005 г. е удостоена с общо 36 награди и 6 отделни номинации за награда. Получила е 3 награди „Оскар“ – 2 за най-добра женска роля (за 1960 и 1966 година) и 1 специална (1993 г.). Наричана е „кралицата на Холивуд“ в периода на неговия разцвет. Има звезда на Холивудската алея на славата. Елизабет Тейлър е първата актриса, чиито хонорари се изчисляват на милиони долари. Нейният личен живот също е обект на голямо внимание – не на последно място и заради осемте ѝ брака. През 1999 г. Американският филмов институт я нарежда на 7-о място сред 100-те най-добри актриси за всички времена.
Започва кариерата си като дете в началото на 40-те години на XX век и е една от най-популярните звезди на класическото холивудско кино през 50-те години. Тя продължава кариерата си успешно през 60-те години на XX век и остава известна обществена личност до края на живота си.
Въпреки че е една от най-добре платените звезди на студио „Метро-Голдуин-Майер“ (MGM), Тейлър желае да сложи край на кариерата си в началото на 50-те години на XX век. Тя не одобрява контрола на студиото и не харесва много от филмите, в които играе. В края на 50-те обаче играе в две филмови адаптации на пиесите на Тенеси Уилямс: „Котка върху горещ ламаринен покрив“ (1958 г.) и „Внезапно, миналото лято“ (1959 г.). Тя печели Златен глобус за най-добра актриса за последната.
Елизабет Тейлър получава рекордните 1 милион долара, за да играе водещата роля в историческата драма „Клеопатра“ (1963 г.) – най-скъпият филм, направен до този момент. По време на снимките Тейлър и Ричард Бъртън започват извънбрачна връзка, която предизвиква скандал. Въпреки публичното неодобрение, тя и Бъртън продължават връзката си и се женят през 1964 година. Участват заедно в 11 филма. Тя и Бъртън се развеждат през 1974 г., но се помиряват скоро след това и се женят отново през 1975 г. Вторият брак завършва с развод през 1976 г.
През 80-те години на XX век участва в първите си значими роли и в няколко телевизионни филма и сериали и става първата знаменитост, която пуска марка за парфюми. Тейлър основава Американската фондация за изследване на СПИН през 1985 г. и Фондацията СПИН на Елизабет Тейлър през 1991 г. От началото на 90-те години до смъртта си отделя време за филантропия и получава няколко отличия за това, включително президентския граждански медал.
Има 8 брака и 7 съпруга. По време на кариерата си страда от сериозни заболявания. Събира една от най-скъпите частни колекции на бижута. Тейлър умира от сърдечна недостатъчност на 79-годишна възраст през 2011 г.

## Ранни години
Елизабет Роузмънд Тейлър е родена на 27 февруари 1932 г. в Лондон. Тя получава двойно британско-американско гражданство по рождение, тъй като нейните родители са граждани на САЩ, и двамата от Арканзас сити, Канзас. Те се преместват в Лондон през 1929 г. и откриват художествена галерия. Първото им дете, син на име Хауърд, се ражда същата година. Когато е на 3 години, Елизабет започва да взима уроци по балет.
Семейството води привилегирован живот в Лондон по време на детството на Тейлър. В техния социален кръг се включват художници като Огъстъс Джон и Лора Найт, както и политици като полковник Виктор Казале. Последният е неофициалният кръстник на Елизабет Тейлър и оказва важно влияние в ранния ѝ живот.
През пролетта на 1939 г. семейство Тейлър решават да се завърнат в Съединените щати поради все по-напрегнатата политическа ситуация в Европа. Посланикът на САЩ Джоузеф П. Кенеди също се свързва с баща ѝ Франсис и го насърчава да се върне в САЩ със семейството си. Майка ѝ Сара и децата напускат през април 1939 г. и се преместват при дядото на Сара в Пасадена, Калифорния. Баща ѝ остава за да затвори Лондонската галерия и се присъединява към тях през декември. В началото на 1940 г. открива нова галерия в Лос Анджелис и семейството се заселва в Бевърли Хилс, където Тейлър и брат ѝ са записани в училището Хотърн.

## Кариера

### Първи роли и първи успехи
В Калифорния майката на Тейлър често казва, че дъщеря ѝ трябва да бъде прослушвана за филми. Най-вече привличат вниманието очите на Елизабет Тейлър, защото са особени с рядък син цвят с лавандулов оттенък, до степен да ги наричат неправилно виолетови с тъмни двойни мигли, причинени от генетична мутация, което придава допълнителна изразителност на нейния поглед. Тейлър се явява на прослушване както за Universal Pictures, така и за Metro-Goldwyn-Mayer в началото на 1941 г. И двете студия предлагат договор, Сара Тейлър, нейната майка, избира да приеме предложението на Universal.
Тейлър започва своя договор през април 1941 г. с малка роля, но не получава други роли и договорът ѝ е прекратен след една година. Елизабет Тейлър изглежда различно от детските звезди на епохата като Шърли Темпъл и Джуди Гарланд. Тя получава друга възможност в края на 1942 г. когато познатият на баща ѝ, продуцентът на MGM Самюъл Маркс, я представя за прослушване за роля, която изисква актриса с английски акцент в „Ласи се завръща вкъщи“ (1943 г.). След пробен договор от три месеца, тя получава стандартен седемгодишен договор през януари 1943 г. След Ласи, тя се появява в незначителни роли в два други филма – „Джейн Ейър“ (1943 г.) и „Белите скали на Довър“ (1944 г.).
Тейлър има първата си значима роля на 12-годишна възраст, когато е избрана да играе момиче, което иска да се състезава в изключително мъжко състезание. По-късно тя го нарича „най-вълнуващият филм от кариерата ми“. MGM търси подходяща актриса с британски акцент и способност да язди коне от 1937 г. и избира Тейлър по препоръка на директора на „Белите скали на Довър“ Кларънс Браун, който знае, че има необходимите умения. Докато изчаква да започнат снимките, тя прекарва времето си, практикувайки езда. MGM изисква от нея да носи скоби, за да коригира зъбите ѝ, и два от нейните бебешки зъби са извадени. Студиото също иска да боядиса косата ѝ и да промени формата на веждите ѝ и предлага да използва екранното име „Вирджиния“, но Тейлър и нейните родители отказват.
„Национално кадифе“ постига бокс офис успех след пускане на филма на Коледа 1944 г. Босли Кроутър от Ню Йорк Таймс заявява, че „цялото ѝ присъствие на екрана е една освежаваща благодат“, докато Джеймс Ада пише, че „тя е невероятна красавица ... не знам и не ме интересува дали може да играе или не“.
Тейлър по-късно заявява, че детството ѝ свършва, когато става звезда, тъй като MGM започва да контролира всеки аспект от живота ѝ. Тя описва студиото като „голяма разширена фабрика“, където се изисква да спазва стриктна ежедневна програма. След успеха на „Национално кадифе“, MGM подписва с нея нов седемгодишен договор със седмична заплата от 750 долара и незначителна роля в третия филм на сериала за Ласи, „Куражът на Ласи“ (1946 г.). Студиото също така публикува книга от писанията на Тейлър за нейния домашен любимец, северноамериканска катерица, озаглавена „Нибълс и аз“ (1946 г.), както и хартиени кукли и книги за оцветяване с нейния образ.
Когато Елизабет Тейлър навършва 15 години през 1947 г., MGM започва да развива по-зрял образ за нея, като организира снимки и интервюта, които я изобразяват като нормален тийнейджър, присъстващ на партита и на срещи. Филмовите списания и журналистите също започват да я сравняват с по-стари актриси като Ава Гарднър и Лана Търнър. Списанието Life я нарича „най-успешната холивудска актриса“ за двете филмови роли през тази година. В „Синтия“ (1947 г.) тя играе в ролята на крехко момиче, което се противопоставя на родителите си да отиде на абитуриентския бал и в „Живот с баща ми“ (1947 г.) като любовен интерес на сина на брокер. Следват няколко второстепенни роли, последната от които е тази на Ейми Март от „Малките жени“ на Мървин Лерой (1949 г.). Макар че не съответства на популярността на предишната филмова адаптация от 1933 г. на романа на Луиза Мей Олкът, все пак носи успех в бокс офиса. Същата година Елизабет Тейлор се появява на корицата на Time, където е наречена „лидер на следващото поколение звезди на Холивуд, перфектно скъпоценно бижу, истински сапфир“.

### Зрели роли
Тейлър прави прехода към възрастни роли, когато навършва 18 години през 1950 г. В първата си зряла роля – трилъра „Конспиратор“ (1949 г.), тя играе жена, която започва да подозира, че нейният съпруг е съветски шпионин. Тейлър е само на 16 години по време на снимките, но разпространението му е забавено до март 1950 г., тъй като MGM се опасява, че може да предизвика дипломатически проблеми. Вторият филм на Тейлър от 1950 г. е комедията „Голямото изтрезняване“ (1950 г.), в която участва Ван Джонсън. Излиза по кината през май, а през същия месец Тейлър се жени за наследник на хотелската верига Хилтън, Конрад Хилтън младши, на изключително добре отразена церемония. Събитието се организира от MGM и се използва като част от рекламната кампания за следващия ѝ филм, комедията на Винсънт Минели „Баща на булката“ (1950 г.), в който тя се появява със Спенсър Трейси и Джоан Бенет като булка, която се готви за сватбата си. През юни филмът става успешен, като печели общо 6 милиона долара в световен мащаб, а след десет месеца следва и успешното продължение „Малкият дивидент на бащата“ (1951 г.).
Следващият филм на Елизабет Тейлър, „Място под слънцето“ (1951 г.) на Джордж Стивънс, бележи отклонение от по-ранните ѝ филми. Според нея това е първият филм, в който тя е помолена да се въплъти в ролята, вместо просто да бъде себе си, и за пръв път ѝ носи признание след „Националното кадифе“. Направен на основата на романа на Теодор Драйзър „Американска трагедия“ (1925 г.), той представя Елизабет Тейлър като разглезена аристократка, която застава между един обикновен фабричен работник (Монтгомъри Клифт) и бременната му приятелка (Шели Уинтърс). Филмът печели не само на бокс офиса, но и критиците и журналистите.

### MGM
Следващата роля на Тейлър е в романтичната комедия „Любовта е по-добра от всякога“ (1952 г.). Според Александър Уокър, MGM ѝ дава тази незначителна роля като порицание и наказание за развода ѝ с Хилтън през януари 1951 г. след само девет месеца брак, което причинява публичен скандал, отразяващ се негативно върху нея и студиото. След като завършва „Любовта е по-добра от всякога“, тя е изпратена във Великобритания, за да участва в историческия епос „Айвънхоу“ (1952 г.), един от най-скъпите проекти в историята на студиото. Тя не е доволна от проекта, защото намира историята повърхностна и ролята си на Ребека твърде малка. Независимо от това, „Айвънхоу“ става един от най-големите търговски успехи на MGM, печелейки 11 милиона долара в световен мащаб.
Последният филм на Тейлър, направен по стария договор с MGM, е „Момичето, което имаше всичко“ (1953 г.), римейк на драмата „Свободна душа“ (1931 г.). Въпреки оплакванията си от студиото, през лятото на 1952 г. Елизабет подписва нов седемгодишен договор с MGM. Макар че иска по-интересни роли, решителният фактор за продължаването на договора със студиото е нейната финансова нужда. Тя е омъжена за британския актьор Майкъл Уайлдинг и е бременна с първото си дете. В допълнение към предоставяне на седмична заплата от 4700 долара, MGM се съгласява да даде на двойката заем за къща и сключи тригодишен договор с Уайлдинг. Поради финансовата си зависимост, студиото вече има още по-голям контрол над нея от преди.
Първите два филма, направени под новия договор, са пуснати с десет дни разлика помежду си през пролетта на 1954 г. Първият е „Рапсодия“, романтичен филм, в който изпълнява ролята на жена, уловена в любовен триъгълник с двама музиканти. Вторият е „Походката на слона“ – драма, в която играе британска жена, която се опитва да се адаптира към живота в чайната плантация на съпруга си в Цейлон. Тя е заемана от Paramount Pictures за филма, след като тяхната звезда, Вивиън Лий, се разболява.
През есента участва в още два филма. „Бо Брюмел“ е филм, в който тя е принудена да участва против волята си. Тя не харесва историческите филми като цяло, тъй като техните сложни костюми и грим я карат да се буди по-рано от обикновено, за да се подготви, по-късно заявява, че това е едно от най-лошите изпълнения в кариерата ѝ. Вторият филм е на Ричард Брукс, „Последният път когато видях Париж“, въз основа на разказа на Франсис Скот Фицджералд. Елизабет Тейлър харесва филма и по-късно заявява, че „ме убеди, че искам да бъда актриса“. Тя отново забременява по време на снимки и трябва да се съгласи да добави още една година към договора си, за да компенсира отпуска по майчинство.

### Достигане на статут на звезда
Към средата на 50-те години американската киноиндустрия започва да се изправя пред сериозна конкуренция от телевизията, което води до студия, които произвеждат по-малко филми и се фокусират върху тяхното качество. Промяната е благоприятна за Тейлър, която най-накрая намира интересни роли след няколко години разочарования от кариерата си. След лобирането на режисьора Джордж Стивънс, тя печели женската роля в „Гигант“ (1956 г.) – епична драма за династия на ранчо, в която участват Рок Хъдсън и Джеймс Дийн. Неговото заснемане в Марфа, Тексас, е трудно изживяване за Тейлър, тъй като се сблъсква със Стивънс и често е болна, което води до закъснения. Друго обстоятелство, което още повече затруднява производството на филма, е смъртта на Дийн в автомобилна катастрофа само дни след завършване на снимките. Когато е пуснат година по-късно, той се превръща в касов успех и е широко хвален от критиците. Въпреки че не е номиниран за награда Оскар, изпълнението на Тейлър събира положителни отзиви, като Variety я нарича „изненадващо умна“, а The Manchester Guardian хвали филма като „удивително откровение от неподозирани подаръци“ и нейната игра като „един от най-силните активи на филма“.
След това MGM отново обединява Елизабет Тейлър с Монтгомъри Клифт във филма „Окръг Рейнтри“ (1957 г.), драма от Гражданската война, като се надява, че ще повтори успеха на Отнесени от въхъра (1939 г.). Тейлър е очарована от ролята си на „южна красавица“, но като цяло не харесва филма. Макар че филмът не успява да достигне успеха, планиран от MGM, Елизабет Тейлър е номинирана за първи път за Оскар за най-добра актриса за нейното изпълнение.
Тя счита следващата си роля, на Маги Котката в адаптацията на екрана на пиесата на Тенеси Уилямс „Котка върху горещ ламаринен покрив“ (1958 г.), за връхна точка в кариерата си, въпреки че съвпадна с един от най-трудните периоди в личния ѝ живот. След като завършва „Окръг Рейнтри“, тя се развежда с Уайлдинг и се жени за продуцента Майк Тод. Завършва само две седмици от снимките през март 1958 г., когато Тод е убит при самолетна катастрофа. Макар че тя е съкрушена, натискът от студиото и знаейки, че Тод има големи дългове, кара актрисата да се върне на работа само три седмици по-късно. По-късно тя заявява, че в известен смисъл се е превърнала в Маги и че актьорството е единственият начин, по който може да функционира в седмиците след смъртта на Тод.
По време на продукцията личният живот на Тейлър привлича допълнително обществено внимание, когато започва връзка с певеца Еди Фишър, чийто брак с актрисата Деби Рейнолдс е идеализиран от медиите като съюз на „любимците на Америка“. Аферата и последвалият развод на Фишър променят обществения образ на Тейлър от скърбяща вдовица в жена, разбиваща семейства. MGM използва скандала в своя полза, като представя изображение на Тейлър на легло в неглиже в рекламните плакати на филма. „Котката“ печели 10 милиона долара само в американските кина и прави Тейлър втората най-печеливша звезда на годината. Тя получава положителни отзиви за представянето си, а Босли Кроутър от „Ню Йорк Таймс“ я нарича „страхотна“ и „Variety“ я хвали за добре акцентираната, възприемчива интерпретация. Тейлър е номинирана за Оскар и БАФТА.
Следващият филм на Тейлър „Внезапно, миналото лято“ (1959 г.), с режисьор Джоузеф Манкевич е още една адаптация на Тенеси Уилямс с участието на Монтгомъри Клифт и Катрин Хепбърн. Тейлър печели $500 000 за ролята на тежко травматизирана пациентка с умствени увреждания. Въпреки че филмът е драма за психични заболявания, травми от детска възраст и хомосексуалност, той отново е рекламиран със сексапила на Елизабет Тейлър, представена в бял бански костюм. Стратегията работи, тъй като филмът жъне финансов успех. Тя получава третата си номинация за Оскар и първия си Златен глобус за най-добра актриса.
До 1959 г. Тейлър дължи още един филм на MGM – „Бътърфийлд 8“ (1960 г.), драма за проститутка от висока класа. Студиото правилно преценява, че общественият образ на Тейлър ще улесни публиката да я свърже с ролята. Тя намразва филма по същата причина, но няма думата по въпроса, въпреки че студиото приема исканията ѝ да заснеме филма в Ню Йорк и да осигури роля за Еди Фишър. Както е предвидено, „Бътърфийлд 8“ жъне голям търговски успех, като печели 18 милиона долара в световен мащаб. Кроутър пише, че Тейлър „изглежда като един милион долара, в норка или в неглиже“, докато Variety заявява, че тя дава „крещящо, осезаемо изпълнение с един или два брилянтно изпълнени пасажа“. Тейлър печели първия си Оскар.

### Клеопатра и Ричард Бъртън
След като приключва договора си с MGM, Елизабет Тейлър играе ролята на Клеопатра в едноименния филм „Клеопатра“ (1963 г.) на 20th Century-Fox – исторически епос, който според филмовия историк Александър Доти я прави по-известна от всякога. Тя стана първата актриса, която получава 1 милион долара за роля. Фокс също така отпуска 10% от печалбите на филма за нея, както и заснемането на филма в Todd-AO, широкоекранен формат, за който тя наследява правата от Майк Тод. Производството на филма, характеризиращо се със скъпи артикули и костюми, постоянни забавяния и скандал, причинен от извънбрачната връзка на Тейлър с нейния по-късно съпруг Ричард Бъртън, е внимателно проследено от медиите, като Life го обявява за най-обсъждания филм. Заснемането първоначално започва в Англия през 1960 г., но трябва да бъде спряно няколко пъти поради лошото време и лошото здраве на Тейлър. През март 1961 г. тя развива почти фатална пневмония, която налага трахеотомия. Една информационна агенция дори погрешно съобщава, че е починала. След като се възстановява, Фокс отхвърля вече заснетия материал и премества продукцията в Рим, като сменя режисьора с Джоузеф Манкевич, а актьора, който играе Марк Антоний, с Бъртън. Заснемането приключва през юли 1962 г. Крайната цена на филма е 62 милиона долара, което го прави най-скъпият филм, направен до този момент.
„Клеопатра“ става най-големият успех на бокс офиса от 1963 г. в Съединените щати. Филмът натрупва $15,7 милиона. Независимо от това, отнема няколко години, за да се възвърнат производствените разходи, което довежда 20th Century-Fox до банкрут. Студиото публично обвинява Тейлър за проблемите на продукцията и безуспешно съди Бъртън и Тейлър за това, че поведението им е в ущърб на филма. Рецензиите за филма са смесени до отрицателни, като критиците показват, че Тейлър е с наднормено тегло, гласът ѝ е твърде слаб и неблагоприятно за нея я сравняват с класически обучените британски звезди. В ретроспекция Тейлър нарича „Клеопатра“ най-ниската точка в кариерата си и заявява, че студиото е изрязало сцените, които предоставят „сърцевината на охарактеризирането“.
Тейлър възнамерява да се снима в черната комедия „Да си отидеш по такъв начин!“ (1964 г.), но преговорите пропадат и вместо на нея ролята е дадена на Шърли Маклейн. Междувременно филмовите продуценти се стремят да се възползват от скандала около Тейлър и Бъртън и двамата се снимат заедно в „The V.I.P.s“ (1963 г.) на Антъни Аскуит, който отразява заглавията на статии за тях. Тейлър изиграва роля на известен модел, опитвайки се да остави съпруга си за любовник, като Бъртън играе ролята на нейния отчужден съпруг милионер. Излязъл скоро след „Клеопатра“, той се превръща във финансов успех. Тейлър получава 500 000 долара, за да се яви на интервю в телевизията на CBS. Тя също заминава за Лондон, където посещава забележителностите на града и рецитира пасажи от произведения на известни британски писатели.
След като завършва „The V.I.P.s“, за две години престава да се снима във филми, по време на които Бъртън и тя се развеждат със съпрузите си и се женят един за друг. Двойката продължава да се снима заедно във филми до средата на 60-те години на XX век, като печели общо 88 милиона долара. Бъртън заявява: „Казват, че създаваме повече бизнес дейности, отколкото един от по-малките африкански народи“. Александър Уокър сравнява тези филми с „илюстрирани колони за клюки“, тъй като техните филмови роли често отразяват техните публични личности. Доли отбелязва, че по-голямата част от филмите на Тейлър през този период „потвърждават и подсилват образа на снизходителна, тромава, неморална или аморална и апетитна (в много отношения на думата) Елизабет Тейлър“. Първият съвместен проект на Тейлър и Бъртън след нейната почивка е романтичната драма „Бекасът“ (1965 г.) на Винсънт Минели за незаконна любовна връзка между бохемка художничка и женен свещеник в Биг Сър, Калифорния. Неговите отзиви са до голяма степен негативни, но носи успех с 14 милиона долара в бокс офиса.
Следващият им проект, Кой се страхува от Вирджиния Улф? (1966 г.), включва най-добре приетото от критиците изпълнение в кариерата на актрисата. Тя и Бъртън играят ролите на Марта и Джордж, двойка на средна възраст, която преживява брачна криза. За да играе убедително 50-годишната Марта, Тейлър качва килограми, носи перука и използва грим, за да изглежда стара и уморена – в ярък контраст с обществения си образ на бляскава филмова звезда. По предложение на Тейлър, театралният режисьор Майк Никълс е нает да ръководи проекта, въпреки липсата на опит с филми. Производството се различава от всичко, което е правила по-рано, тъй като Никълс иска да репетира напълно пиесата, преди да започне да снима. „Кой се страхува от Вирджиния Улф?“ се смята за разтърстващ с начина по който въвежда възрастни теми и нецензуриран език и получава „великолепни“ рецензии. Viriety пише, че „охарактеризирането на Тейлър е едновременно чувствено, злобно, цинично, жалко, гнусно, похотливо и нежно“ и Стенли Кауфман от „Ню Йорк Таймс“ заявява, че „играе най-добрата роля в кариерата си“. Филмът също така се превръща в един от най-големите търговски успехи на годината. Тейлър получава втория си Оскар, БАФТА и награда на филмовите критици в Ню Йорк.
През 1966 г. Тейлър и Бъртън изпълняват и „Доктор Фауст“ за една седмица в Оксфорд в полза на Драматичното общество на Оксфордския университет. Тя изпълнява ролята на Хубавата Елена, роля от която не се изисква да говори. Въпреки че получава основно отрицателни отзиви, Бъртън го продуцира във филм, „Доктор Фауст“ (1967 г.), със същия актьорски състав. Той е посрещнат от критиците негативно и печели само 600 000 долара в бокс офиса. Следващият им съвместен проект, „Укротяване на опърничавата“ (1967 г.) на Франко Дзефирели, който също продуцират, е по-успешен. Това представлява друго предизвикателство за Тейлър, тъй като тя е единственият актьор в проекта без предишен опит в пиеси на Шекспир. Зефирели по-късно заявява, че това я прави интересна, тъй като „изобрети нейната част от нулата“. Критиците смятат, че пиесата е подходяща за двойката, а филмът се превръща в успех в бокс офиса, като носи 12 милиона долара.
Третият филм на Тейлър, излязъл през 1967 г. „Отраженията в златното око“ на Джон Хюстън е първият без Бъртън след „Клеопатра“. Това е драма за репресиран хомосексуалист и за неговата невярна жена. Първоначално е предвидено да участва нейният стар приятел Монтгомъри Клифт. Кариерата му запада в продължение на няколко години поради проблемите със злоупотребата с наркотици, но Тейлър е твърдо решена да осигури участието му в проекта, дори предлагайки да плати за застраховката му. Клифт обаче умира от сърдечен удар преди да започне снимките и е заменен от Марлон Брандо. „Отраженията в златното око“ е търговски неуспех. Последният филм на Тейлър и Бъртън за годината е адаптацията на Греъм Грийн „Комедиантите“, който получава смесени отзиви и носи разочарование.

### Западане на кариерата
За главната роля на вулгарната Марта в психологическата драма „Кой се страхува от Вирджиния Улф?“, донесла ѝ втори „Оскар“, актрисата натрупва забележително тегло и дълго време не може да го свали след превъплъщаване в образа. Достояние на обществото стават нейните проблеми с наркотиците и алкохола. Кариерата на Тейлър започва да запада в края на 60-те години на XX век. С излишно тегло, наближаваща средната възраст и невписваща се в стандарта на звездите на Новия Холивуд като Джейн Фонда и Джули Кристи, тя все по-често не намира роли. След няколко години на почти постоянно внимание от страна на медиите, обществеността се уморява от Бъртън и нея и критикува начина им на живот. През 1968 г. Тейлър участва в два филма, режисирани от Джоузеф Лоузи – „Бум!“, и „Тайна церемония“ – и двете са търговски провали. Първият, който се основава на влака „Влакът с млякото не спира вече тук“ на Тенеси Уилямс, я представя като застаряваща, с много брачни партньори милионерка и Бъртън като по-млад мъж, който се появява на средиземноморския остров, на който се е оттеглила. „Тайната церемония“ е психологическа драма, в която участват звезди като Миа Фароу и Робърт Мичъм. Третият филм на Тейлър с Джордж Стивънс е „Единствената игра в града“ (1970 г.), в който играе момиче от шоу в Лас Вегас, което има връзка с импулсивен комарджия (ролята се изпълнява от Уорън Бийти). Този филм също е неуспех.
Трите филма, в които Тейлър участва през 1972 г., са малко по-успешни. „Зи и компания“, който представя Майкъл Кейн и нея като брачна двойка с проблеми, печели награда Давид ди Донатело за най-добра чуждестранна актриса. След това се появява с Бъртън в адаптацията на Дилан Томас „Под млечното дърво“. Третата филмова роля, която играе тази година, е на блондинка, сервитьорка във филма на Питър Устинов „Хамърсмит е вън“, нейното десето сътрудничество с Бъртън. Макар че в общи линии не е успешен, Елизабет Тейлър получава някои добри прегледи, като Винсънт Канби от „Ню Йорк Таймс“ който пише, че тя има „определено вулгарно, зловещо очарование“ и Роджър Ебърт от Chicago Sun Times: „Видът на Елизабет Тейлър, старееща и по-красива, продължава да удивлява населението“. Нейният спектакъл печели Сребърната мечка за най-добра актриса на Берлинския филмов фестивал.
Последният филм на Тейлър и Бъртън е телевизионният филм „Неговият развод, нейният развод“ (1973 г.), подходящо именуван, тъй като те се развеждат на следващата година. Други филми, излезли през 1973 г., са британският трилър „Нощна стража“ (1973 г.) и американската драма „Пепелна сряда“ (1973 г.). В последния тя участва като жена, която се подлага на множество пластични операции в опит да спаси брака си. Получава номинация за Златен глобус. Единственият ѝ филм, пуснат през 1974 е провал.
Филми с участието на Тейлър все по-рядко се правят и тя е принудена на възраст 45 години практически да завърши кинокариерата и да се фокусира върху подкрепата на кариерата на шестия си съпруг, републиканския политик Джон Уорнър. През 1976 г. се снима в съветско-американския филм „Синята птица“ – музикален, семеен и приключенски филм-приказка по едноименната пиеса на Морис Метерлинк.

### Театрални и телевизионни роли
След период на полу-пенсиониране, Тейлър се снима в „Огледаалото се пропука от край до край“ (1980 г.), адаптиран по криминален роман на Агата Кристи с участието на ансамбъл актьори като Анджела Лансбъри, Ким Новак, Рок Хъдсън и Тони Къртис. По това време играе и на Бродуей в „Малките лисици“. Премиерата е през май 1981 г. и има продадени всички билети за шест месеца напред въпреки смесените рецензии.
Окуражена от успеха на „Малките лисици“, Тейлър и продуцентът Зев Буфман основават Репертоарно Дружество Елизабет Тейлър. Първата и единствена продукция е възраждането на комедията на Ноел Кауърд „Частни животи“ с участието на Тейлър и Бъртън. Премиерата е в Бостън през пролетта на 1983 г. и въпреки че е комерсиален успех, получава общо взето отрицателни отзиви, като критиците отбелязват, че двете звезди са в значително по-лошо здраве – Тейлър отива в рехабилитационен център вследствие употреба на наркотици и алкохол, а Бъртън умира на следващата година. След неуспеха на „Частни животи“, Тейлър разпуска театралната си компания. Единственият ѝ друг проект през тази година е телевизионният филм „Между приятели“.
От средата на 1980-те години Тейлър работи предимно в телевизионни продукции. Тя се появява в сапунените опери „Хотел“ и „Всички мои деца“ през 1984 г., и играе в историческия мини сериал „Север и Юг“ през 1985 г. Тя също така участва в няколко телевизионни филма. Отново работи с режисьора Франко Дзефирели в неговия френско-италиански биографичен филм „Младият Тосканини“ (1988 г.) и изпълнява последната главна роля в кариерата си в телевизионна адаптация на „Сладката птица на младостта“ (1989 г.), четвъртата адаптация на Тенеси Уилямс. По това време започва да получава почетни награди – наградата на Сесил Б. Демил през 1985 г. и наградата на филмовото общество на Линкълн център – наградата на Чаплин през 1986 г.
През 1990-те години Тейлър се отдава на други дейности, ролите ѝ са предимно епизодични. Тя получава американски и британски отличия за кариерата си: награда за постижения AFI за цялостна кариера през 1993 г., награда на Гилдията на киноактьорите през 1997 г. и почетна БАФТА през 1999 г. През 2000 г. ѝ е дадена титлата Дейм от кралица Елизабет II.
За последен път Тейлър се появява на киноекран през 1994 г. в кинокомедията „Семейство Флинтстоун“, където изиграва неуравновесената тъща на Фред – Пирл Слегхупл. През 2001 г. се снима в последния си телевизионен филм Тези стари кранти, след което се отдава на филантропия.

### Здравословно състояние, последни години и смърт
Тейлър се бори със здравословни проблеми през по-голямата част от живота си. Тя е родена със сколиоза и чупи гърба си, докато заснема „Националното кадифе“ още през 1944 г. Фрактурата не е открита няколко години, въпреки че причинява хронични проблеми на гърба. През 1956 г. претърпява операция, при която някои от гръбначните дискове са отстранени и заменени с дарена кост. Тейлър също така е склонна към други заболявания и наранявания, които често налагат операции. Така например през 1961 г. тя преживява почти фатална пневмония, която изисква трахеотомия.
В допълнение е пристрастена към алкохол и медикаменти, отпускани с рецепта. Лекува се в рехабилитационния център „Бети Форд“ в продължение на седем седмици от декември 1983 г. до януари 1984 г., ставайки първата знаменитост, която открито влиза в клиниката. Отново влиза в рехабилитационен център през 1988 г. Елизабет Тейлър има проблеми с теглото си и е страстен пушач докато не прекарва пневмония. Здравето на Тейлър се влошава през последните две десетилетия от живота ѝ и тя рядко присъства на публични събития през 2000-те. Има сериозни пристъпи на пневмония през 1990 г. и 2000 г., претърпвява смяна на тазобедрените стави в средата на 1990-те години. През 1997 година е открит доброкачествен тумор на главния мозък, след което следва нова операция. Дотогава Тейлър е попадала в болница за лека сърдечна аритмия. През 2002 г. тя преминава курс на лечение от рак на кожата. Използва инвалидна количка поради проблемите с гърба си и е диагностицирана с конгестивна сърдечна недостатъчност през 2004 г. През юни 2009 г. след смъртта на Майкъл Джексън, с когото са приятели, Тейлър попада в болница поради много силен стрес. Също в 2009 г. актрисата претърпява операция на сърцето. Целта е фиксация на сърдечен клапан с помощта на специално микроустройство.
На 12 февруари 2011 година актрисата е отново хоспитализирана със симптоми, приличащи на клинически прояви на сърдечна недостатъчност. От 13 февруари Елизабет е под постоянно клинично наблюдение от лекарите. Независимо от техните усилия да спасят живота на „кралицата на Холивуд“, на 23 март 2011 година Елизабет Тейлър умира от сърдечна недостатъчност на 79 години, заобиколена от близките си.
Елизабет Тейлър е погребана на 24 март 2011 година на калифорнийското гробище Форест Лаун, известно като място за упокой на много холивудски звезди, редом с Майкъл Джексън, Кларк Гейбъл и Уолт Дисни. Церемонията на прощаването с актрисата извършва равинът Джери Катлер. По молба на семейството ѝ в този ден гробището е било затворено за посещения.

## Личен и обществен живот

### Бракове и деца
През годините личният живот на Тейлър, особено осемте ѝ брака, привличат голямо внимание от страна на медиите и обществено неодобрение. MGM организира среща с футболния шампион Глен Дейвис през 1948 г., а през следващата година за кратко ангажира Уилям Паули младши, син на посланика на САЩ Уилям Д. Паули. Филмовият магнат Хауърд Хюз също има желание да се ожени за нея и предлага шестцифрена сума, ако стане негова съпруга. Тейлър отхвърля предложението.
Елизабет Тейлър е на 18 години, когато се омъжва за Конрад „Ники Хилтън“ младши, наследник на веригата хотели Хилтън, в църквата Добрият пастир в Бевърли Хилс на 6 май 1950 г. MGM организира голяма и скъпа сватба, която се превръща в основно медийно събитие. През седмиците след сватбата тя осъзнава, че е направила грешка, двамата нямат общи интереси, отделно той е пияница. Развеждат се през януари 1951 г., осем месеца след сватбата им.
Тейлър се жени за втория си съпруг, британският актьор Майкъл Уайлдинг, с 20 години по-възрастен на церемония в Лондон на 21 февруари 1952 г. За пръв път го среща през 1948 г. в Англия и връзката им започва през 1951 г. Те имат двама сина: Майкъл Хауърд (1953 г.) и Кристофър Едуард (1955 г.). Тъй като Тейлър става все по-възрастна и по-уверена в себе си, тя започва да се отдалечава от съпруга си, чиято неуспешна кариера е източник на брачни конфликти. Те се разделят през лятото на 1956 г. и са развеждат през 1957 г.
Тейлър се омъжва за третия си съпруг, театралният и филмов продуцент Майк Тод, в Акапулко, Мексико на 2 февруари 1957 г. Имат една дъщеря – Елизабет „Лиза“ Франсес (1957 г.). Тод, известен с публикации, насърчава медийното внимание към брака им. Например, през юни 1957 г. той празнува рожден ден в Медисън Скуеър Гардън, на който присъстват 18 000 гости и е излъчен по CBS. Смъртта му при самолетна катастрофа на 22 март 1958 г. оставя Тейлър опустошена. Тя е утешавана от неговия приятел, Еди Фишър, с който тя скоро започва връзка. Тъй като Фишър все още е женен за актрисата Деби Рейнолдс, аферата води до публичен скандал. Тейлър и Фишър се женят в храма Бет Шалом в Лас Вегас на 12 май 1959 г. Тя по-късно заявява, че се е омъжила за него само поради скръбта си.
Докато заснема Клеопатра в Италия през 1962 г., Елизабет започва връзка с уелския актьор Ричард Бъртън, въпреки че е женен. Слуховете за аферата започват да се разпространяват в пресата и се потвърждават от папараци, които ги заснемат на яхта в Иския. Тейлър получава развод от Фишър на 6 март 1964 г. в Пуерто Ваярта, Мексико и се жени за Бъртън девет дни по-късно на частна церемония в Риц-Карлтън Монреал. След това Бъртън осиновява Лиза Тод и Мария Бъртън (родена на 1 август 1961 г.), немско сираче, чийто процес на осиновяване Елизабет Тейлър е започнала още докато е женена за Фишър. Тейлър и Бъртън играят заедно в 11 филма и водят жизнерадостен начин на живот, харчат милиони за кожи, диаманти, картини, дизайнерски дрехи, пътувания, храна, алкохол и яхти. Те се развеждат за първи път през юни 1974 г., но се помиряват и се женят отново в Касане, Ботсвана, на 10 октомври 1975 г. Вторият брак продължава по-малко от една година и завършва с развод през юли 1976 г. Връзката на Тейлър и Бъртън често се споменава от медиите като „бракът на века“ и тя по-късно заявява: „След Ричард, мъжете в живота ми бяха само там, за да ми държат палтото и да отворят вратата“. Скоро след последния развод от Бъртън, Тейлър се срещна с шестия си съпруг – Джон Уорнър, републикански политик от Вирджиния. Те се женят на 4 декември 1976 г., след което Тейлър се съсредоточава върху изборната му кампания. След като Уорнър е избран в Сената, тя намира живота си като жена на политик във Вашингтон скучен и самотен, депресирана, тя е с наднормено тегло и все по-пристрастена към наркотиците и алкохола. Тейлър и Уорнър се разделят през декември 1981 г. и се развеждат една година по-късно през ноември 1982 г.
Елизабет среща седмия си и последен съпруг, строителя Лари Форентски, в клиниката на Бети Форд през 1988 г. Те се женят в ранчото на нейния дългогодишен приятел Майкъл Джексън на 6 октомври 1991 г. Сватбата е обект на интензивно медийно внимание. Двамата се развеждат през октомври 1996 г. когато тя е на 64-годишна възраст.

### Хуманитарна помощ и СПИН активизъм
Елизабет Тейлър е една от първите известни личности, участващи в активизма на ХИВ/СПИН, което спомага за набирането на повече от 270 милиона долара за каузата. Тя започва своето филантропско начинание през 1984 г., след като е разочарована от широко обсъжданата болест, но малкото действия по въпроса. По-късно тя обяснява за Vanity Fair, че решава, че с нейното име може да отвори някои врати и да го използва, за да направи нещо добро.
Заедно с Нанси Пелоси свидетелства през 1990 г. пред Бюджетния комитет по финансирането на ХИВ/СПИН и започва своите филантропски усилия, като помага да се организира и става домакин на първото набиране на средства в Лос Анджелис. Тя основава Националната фондация за изследване на СПИН, след като нейният приятел и актьор Рок Хъдсън обявява, че умира от болестта. През следващия месец фондацията се обединява с фондацията на СПИН на д-р Крим за формирането на Американската фондация за изследване на СПИН. Тъй като тази организация се фокусира върху финансирането на научните изследвания, през 1991 г. Тейлър основава „Елизабет Тейлър СПИН фондация“, за да повиши осведомеността и да предостави помощни услуги за хората с това заболяване, заплащайки лечението им със собствени средства. В допълнение към работата си в Съединените щати, тя е инструмент за разширяване на операциите на фондаципта в други страни.
Тейлър свидетелства пред Сената през 1986, 1990 и 1992 г. Тя убеждава президента Роналд Рейгън да признае болестта за първи път в реч през 1987 г. и публично критикува президентите Джордж Х. У. Буш и Бил Клинтън поради липса на интерес към борбата с болестта. Тейлър основава и Медицинския център на Елизабет Тейлър, за да предложи безплатно диагностициране и грижи за ХИВ/СПИН в клиниката Уитман-Уокър във Вашингтон и фондация „Елизабет Тейлър“ за Центъра за изследване в Лос Анджелис. През 2015 г. бизнес партньорът на Тейлър, Кати Айрлънд, твърди, че Тейлър ръководи незаконна „подземна мрежа“, която разпространява медикаменти на американците, страдащи от ХИВ/СПИН през 80-те години преди администрацията по храните и лекарствата да ги одобри. Искът е оспорен от няколко души.
Тейлър е отличена с няколко награди за своята филантропска работа. През 1987 г. става Рицар на Френския легион и получава хуманитарната награда на името на Джийн Хершолт през 1993 г., Наградата за хуманитарни постижения на Гилдията на актьорите през 1997 г. и президентски медал през 2001 г.

### Подкрепа за други каузи
Тейлър е отгледана като християнка, но през 1959 г. приема юдейската вяра. Въпреки че двама от нейните съпрузи – Майк Тод и Еди Фишър са евреи, Тейлър заявява, че не го прави заради тях, а че е искала да направи това от дълго време. Уокър вярва, че е повлияна в решението си от своя кръстник, Виктор Казалет и майка си, които са активни поддръжници на ционизма в детството си.
След нейното прекръстване, тя става активен поддръжник на еврейските и ционистките каузи. През 1959 г. купува израелски облигации на стойност 100 000 долара, което води до забрана на филмите ѝ от мюсюлмански страни в Близкия изток и Африка. Освен това ѝ е забранено да влиза в Египет, за да направи „Клеопатра“ през 1962 г., но забраната е отменена две години по-късно, след като египетските власти смятат, че филмът носи положителна публичност за страната. В допълнение към закупуването на облигации, Тейлър помага за набиране на средства за организации като еврейския национален фонд и борда на настоятелите на центъра „Саймън Визентал“.
Тя също така се застъпва за правото на съветски евреи да емигрират в Израел, отменя посещение в СССР поради критиката им на Шестдневната война и подписва писмо-протест срещу Резолюция 3379 на Общото събрание на ООН от 1975 г. През 1976 г. тя се предлага като заместител на заложниците в небостъргача Ентебе. Повече от 100 израелски цивилни граждани са заловени за заложници. Тя има малка роля в телевизионния филм, направен за инцидента през 1976 г. Тя също така озвучава документалния филм за Холокоста, награден с Оскар „Геноцид“ от 1981 г.

### Парфюмерия и бижутерия
Елизабет Тейлър е първата знаменитост, която създава собствената колекция от парфюми. В сътрудничество с корпорация Елизабет Арден, тя започва с пускането на два от най-продаваните парфюми – „Passion“ през 1987 г. и „White Diamonds“ през 1991 г. Лично контролира създаването и производството на всеки от 11-те вида парфюми, които носят нейното име. Според биографите Сам Кашнер и Нанси Шоенбергер тя печели повече пари от колекцията парфюми, отколкото през цялата си актьорска кариера, а след смъртта ѝ британският вестник Гардиън изчислява, че по-голямата част от предполагаемото ѝ имущество, в размер на 600 милиона долара, е от приходите от парфюми. През 2005 г. Тейлър основава и бижутерска компания „Къща на Тейлър“, в сътрудничество с Кати Айрлънд и Джак и Монти Абрамов.

### Стил
Тейлър се смята за модна икона както заради нейните филмови костюми, така и заради личния ѝ стил. В MGM нейните костюми са проектирани най-вече от Хелън Роуз и Едит Глад, а през 60-те години от Ирина Шараф. Най-известните костюми включват бяла бална рокля в „Място под слънцето“ (1951 г.), гръцка рокля в „Котка на горещ ламаринен покрив“ (1958 г.) и кожено палто в „Бътърфийлд 8“ (1960 г.). Нейният грим в „Клеопатра“ (1963 г.) започва модна тенденция с черната очна линия.
Тейлър събира бижута през живота си и притежава 33,19-карата (6,638 гр.) Круп диамант, 69,42 карата (13,884 грама) Тейлър-Бъртън диамант и 50 карата (10 грама) Перегрина перли, принадлежали на Мария I Тюдор – и трите подаръци от съпруга ѝ Ричард Бъртън. През 2002 г. тя публикува и книга за колекцията си „Моята любов към бижутерията“. Тейлър помага за популяризирането на работата на модните дизайнери Валентино Гаравани и Халстън. През 1997 г. получава награда от Съвета на модните дизайнери на Америка. След нейната смърт бижутата и модните колекции са продадени на търг. Бижутата се продават за рекордна сума от 156,8 милиона долара, а дрехите и аксесоарите за още $ 5,5 милиона.

### Наследство
Тейлър е една от последните звезди на класическото холивудско кино, както и една от първите модерни знаменитости. По време на ерата на студийната система, тя е пример за класическа филмова звезда. Елизабет е представена различна от обикновените хора, а нейният обществен образ е внимателно изработен и контролиран от MGM. Когато ерата на класическия Холивуд приключва през 60-те години на XX век, а фотографиите на папараците стават нормална черта на медийната култура, Тейлър се превръща в нов тип знаменитост, чийто личен живот е във фокуса на обществения интерес.
Независимо от актьорските награди, спечелени по време на кариерата ̀и, филмовите спектакли на Тейлър често са пренебрегвани от съвременните критици. Нейните филмови роли често отразяват нейния личен живот и много критици продължават да я виждат само като винаги играеща себе си, вместо да е истинска актриса. Три филма, в които тя играе – „Национално кадифе“, „Гигант“ и „Кой се страхува от Вирджиния Улф?“ – са запазени в Националния филмов регистър на Американския филмов институт, който я нарежда като седма по големина екранна легенда на класическото холивудско кино.

## Филмография
От 1942 до 2001 г. Елизабет Тейлър се снима в 65 филма. По-известни от тях са следните:
| година | филм                                  | оригинално заглавие                  | роля                             | особености |
| ------ | ------------------------------------- | ------------------------------------ | -------------------------------- | --- |
| 1942   | Всеки миг се ражда някой              | There’s One Born Every Minute        | Глория Туайн                     | Първи филм |
| 1944   | Национално кадифе                     | National Velvet                      | Велвет Браун                     | Първа главна роля. Оскар за най-добър монтаж на филм, 1946 |
| 1949   | Конспиратор                           | Conspirator                          | Мелинда Грейтън                  | Първа възрастна роля |
| 1951   | Малкият дивиденд на бащата            | Father's Little Dividend             | Кей Данстан                      | Утвърждаване като актриса. |
| 1951   | Място под слънцето                    | A Place in the Sun                   | Анджела Викърс                   | Филмът печели 6 Оскара. |
| 1954   | Последният път когато видях Париж     | The Last Time I Saw Paris            | Хелен Елсуорт / Уилис            | Тейлър става елитна актриса. |
| 1956   | Гигант                                | Giant                                | Лесли Бенедикт                   | Филмът е номиниран за „Оскар“ в 10 категории, печели приза за най-добър режисьор. |
| 1957   | Окръг Рейнтри                         | Raintree County                      | Сузана Дрейк                     | Първа номинация за „Оскар“ за най-добра главна женска роля. Филмът е номиниран за „Оскар“ в 4 категории. |
| 1958   | Котка върху горещ ламаринен покрив    | Cat on a Hot Tin Roof                | Маргарет Полайт – „Маги котката“ | Втора номинация за „Оскар“ за най-добра главна женска роля. Филмът е номиниран за „Оскар“ в 6 категории. |
| 1959   | Внезапно, миналото лято               | Suddenly, Last Summer                | Катрин Холи                      | Награди „Златен глобус“, „Златен Лаурел“ и „Златна чиния“ от наградите „Давид де Донатело“ за най-добро драматично изпълнение на женска роля. Номинация за наградите „Оскар за най-добра главна женска роля“ и „Бамби“ за най-добра актриса за 1959.                                                          |
| 1960   | Бътърфийлд 8                          | BUtterfield 8                        | Глория Вендроуз                  | Първи „Оскар за най-добра женска роля. Номинация за „Златен глобус“ за най-добра драматична актриса. |
| 1963   | Клеопатра                             | Cleopatra                            | Клеопатра                        | В главни роли с Ричард Бъртън, начало на връзката им. Първа премия над 1 млн. $ за актриса. Филмът е с 4 награди и 5 номинации за „Оскар“; Награди на Националния съвет на кинокритиците (НСК) на САЩ и „Лаурел“; 4 номинации за „Златен глобус“ и по 1 на Американската асоциация на монтажниците и „Грами“. |
| 1966   | Кой се страхува от Вирджиния Улф?     | Who's Afraid of Virginia Woolf?      | Марта                            | Втори „Оскар за най-добра женска роля. Награди на BAFTA за най-добра британска актриса и на НСК на САЩ за най-добра женска роля. Номинация за „Златен глобус“ за най-добра драматична актриса. |
| 1967   | Укротяване на опърничавата            | The Taming of the Shrew              | Катарина                         | Награда „Давид ди Донатело“ за най-добра чуждестранна актриса; Номинация за наградата на BAFTA за най-добра британска актриса. Филмът е с още 2 награди „Давид ди Донатело“, по 2 номинации за „Оскар“ и „Златен глобус“, 1 номинация за BAFTA и е сред 10-те най-добри филма за 1967 г. според НСК на САЩ.   |
| 1976   | Синята птица                          | The Blue Bird                        | Фея / Майка / Вещица             | Игра в 3 роли. |
| 1980   | Огледалото се пропука от край до край | The Mirror Crack'd from Side to Side | Марина Рад                       | По детективски роман на Агата Кристи. |
| 1985   | Машинации в Страната на чудесата      | Malice in Wonderland                 | Лауела Парсонс                   | Телевизионен биографичен филм, основан на реални събития. |
| 1994   | Семейство Флинтстоун                  | The Flintstones                      | Пирл Слегхупл                    | Комедия; последен кинофилм. |
| 2001   | Тези стари кранти                     | These Old Broads                     | Берил Мейсон                     | Телевизионен филм; последен филм. |